# البطولة العربية لهوكي الجليد
البطولة العربية للهوكي على الجليد، هي بطولة سنوية تشارك فيها فرق من الدول العربية تهم رياضة الهوكي على الجليد، أقيمت النسخة الأولى منها من 16 إلى 20 يونيو 2008 بأبوظبي في الإمارات العربية المتحدة.

## 2008
وكانت المنافسة لعام 2008 مكونة من 4 فرق من الدول العربية.
جميع مباريات جرت في أبو ظبي مزلجة الجليد—زايد الرياضية

### الترتيب النهائي
النتائج النهائية لالبطولة العربية للهوكي على الجليد سنة 2008 كانت كالتالي:
| المركز | الفريق                   |
| ------ | ------------------------ |
| الأول  | الإمارات العربية المتحدة |
| الثاني | الكويت                   |
| الثالث | المغرب                   |
| الرابع | الجزائر                  |

## 2009
في 2009 ستجري المسابقة في الكويت وستجمع المنتخبات التالية
- الجزائر
- الكويت
- المغرب
- السعودية
- الإمارات العربية المتحدة

## وصلات خارجية
- الموقع الرسمي للإتحادية العربية لرياضة الهوكي